# Бомон-сюр-Сер
Бомон-сюр-Се́р (фр. Bosmont-sur-Serre) — коммуна во Франции, находится в регионе Пикардия. Департамент коммуны — Эна. Входит в состав кантона Марль. Округ коммуны — Лан.
Код INSEE коммуны — 02101.

## Население
Население коммуны на 2010 год составляло 206 человек.
| 1962 | 1968 | 1975 | 1982 | 1990 | 1999 | 2010 |
| ---- | ---- | ---- | ---- | ---- | ---- | ---- |
| 309  | 313  | 270  | 251  | 197  | 190  | 206  |

## Экономика
В 2010 году среди 126 человек трудоспособного возраста (15—64 лет) 82 были экономически активными, 44 — неактивными (показатель активности — 65,1 %, в 1999 году было 67,5 %). Из 82 активных жителей работали 67 человек (38 мужчин и 29 женщин), безработных было 15 (9 мужчин и 6 женщин). Среди 44 неактивных 5 человек были учениками или студентами, 19 — пенсионерами, 20 были неактивными по другим причинам.